# Волосово (аэродром)
Аэродром МГАК  Волосово . Учебный авиационно-спортивный центр ДОСААФ города Москвы имени Героя Советского Союза летчика Дмитрия Васильевича Каприна  — спортивный аэродром в городском округе Чехов Московской области в непосредственной близости от деревни Волосово. Имеет площадь 218 га. Размер взлётно-посадочной полосы: 494x50 метров. Оператором аэродрома является Московский Городской Аэроклуб (МГАК) ДОСААФ России. На базе аэродрома регулярно проводятся спортивные состязания.

## Расположение
Аэродром находится на восточной окраине деревни Волосово, в честь которой и получил своё название, 8 км южнее города Чехов Московской области, в 65 км. к югу от МКАД.

## Основные данные

Стартовый командный пункт СКП-11

Общая площадь аэродрома — 218 га. Имеет одну взлётную полосу с грунтовым покрытием размером 494x50 метров. Поддерживается эшелон высот до 3000 м. Оператором аэродрома является Московский Городской Аэроклуб (МГАК) ДОСААФ России
На территории аэродрома располагаются:
- гостиница для проживания до 120 человек,
- столовая на 120 человек,
- учебные классы,
- комплекс воздушно-десантного оборудования для обеспечения прыжков,

В 2020 году на аэродроме было выполнено 4629 прыжков.
На базе аэродрома регулярно проводятся спортивные состязания, в том числе Всероссийские соревнования по парашютному спорту.

## История
| Информационный стенд со схемой расположения строений аэродрома |

| Учебный корпус | Предполётный инструктаж |

Решение о строительстве аэродрома было принято вскоре после начала войны, после чего волосовский лётный комплекс был построен в конце 1941 года силами трёх тысяч заключённых и армейских частей для нужд НКВД за два месяца. Полевой аэродром был построен только на основе очищенного и выровненного грунта. Также в строительстве аэродрома принимали участие жители окрестных деревень (в том числе женщины и дети) . Обслуживанием аэродрома во время войны также занимались подростки и женщины из соседних деревень — Волосово и Верхнее Велеми.
Первый истребительный полк прибыл на аэродром в сентябре 1941 года. С осени 1943 года аэродром перешёл в резерв Ставки Верховного главнокомандования. До конца войны здесь формировались новые и получали пополнение побывавшие в боях полки штурмовиков Ил-2 и истребителей Як-9 перед отправкой на фронт.
В окрестностях аэродрома до настоящего времени находят схроны и боеприпасы времён Второй мировой войны.
Непосредственно после войны аэродром Волосово получил статус запасного аэродрома ВВС.
В апреле 1947 года указом Президиума Верховного Совета РСФСР был создан 3-й Московский городской аэроклуб ДОСААФ СССР. Первоначально 3-й МГАК базировался на аэродроме Дубровицы под Подольском, а в 1958 году перебазировался на аэродром Волосово.
В период 1972—1976 годов шла реконструкция аэроклуба. В результате появились капитальные сооружения, которые и поныне составляют основу учебно-материальной базы МГАК. На ней вплоть до 1991 года готовились ежегодно 1000—1200 парашютистов для Воздушно-десантных войск. До конца 1990-х 3-й МГАК оставался главной базой для подготовки сборных команд Москвы и России по парашютному спорту. На аэродроме Волосово выполнялось до 43 тысяч парашютных прыжков в год, здесь были подготовлены сотни спортсменов-парашютистов, среди них — чемпионы и рекордсмены Москвы, России, Европы и мира.
На аэродроме Волосово начинала свой путь в небо лётчик-испытатель космонавт Светлана Савицкая, единственная женщина — дважды Герой Советского Союза, обладатель трёх мировых рекордов в групповых прыжках из стратосферы, чемпионка мира по высшему пилотажу. В 1982 и 1984 годах Светлана Евгеньевна совершила два полёта в космос и стала первой в мире женщиной-космонавтом, вышедшей в открытый космос.
|  |

|  |

В 2021 году аэродрому было присвоено имя советского лётчика-штурмовика, полковника Дмитрия Каприна. В честь 100-летия со дня рождения героя на здании авиаклуба повесили памятную доску.